# كياثون
الكياثون (الاسم العلمي: Cyathea) هو جنس من النبات يتبع الفصيلة الكياثونية من رتبة الكياثونيات. والكياثون هو نوع من الاشجار النادرة الذي انتشر خلال العصر الطباشيري (من حوالي 200 مليون سنة). ويضم الجنس الأنواع الوحيدة من السرخسيات الخشبية المتبقية على وجه الأرض، خاصة الكياثون الشوكي ذو الخشب النفيس. وتم في الصين بنجاح عملية زرع الكياثون عن طريق نقل الشتلات وذلك في محمية تشيشوي الطبيعية الوطنية للكياثون في مقاطعة قويتشو الواقعة جنوب غرب الصين، إذ بلغت نسبة بقاء نبوت الكياثون المزروعة عن طريق نقل الشتلات أكثر من 70%. تغطى محمية تشيشوي الطبيعية للكياثون مساحة 133 كم2 وهي الوحيدة من نوعها في العالم، وينمو فيها أكثر من 40 الف شجرة كياثون تحت الحماية الجيدة.

## أنواع
يضم هذا الجنس من النبات 321 نوعاً مؤكداً منها 5 هجينة و648 نوعاً غير مؤكد من 2 هجينة. هناك 14 نوعاً منها فقط تنتشر في جنوب الصين وجنوبها الغربى.